# Rezolucija Vijeća sigurnosti UN-a 1046
Rezolucijom Vijeća sigurnosti UN-a 1046, jednoglasno usvojenom 13. veljače 1996., nakon podsjećanja na prethodne rezolucije uključujući Rezoluciju 1027 (1995.) o produljenju Snaga za preventivno raspoređivanje Ujedinjenih naroda (UNPREDEP) do 30. svibnja 1996., Vijeće je odobrilo povećanje snage UNPREDEP dodatnih 50 vojnih osoba za potporu u svojim operacijama.
Vijeće je također odobrilo uspostavu položaja zapovjednika snaga UNPREDEP-a i zatražilo od glavnog tajnika da do 20. svibnja 1996. izvijesti o situaciji u regiji i pitanjima koja se odnose na UNPREDEP.

## Vanjske poveznice
| Wikizvor | Engleski Wikizvor ima izvorni tekst na temu: United Nations Security Council Resolution 1046 |

- Text of the Resolution at undocs.org